# Dubino (Białoruś)
Dubino (biał. Дубіно; ros. Дубино) – wieś na Białorusi, w obwodzie homelskim, w rejonie homelskim, w sielsowiecie Hrabauka.